# Roçadeira

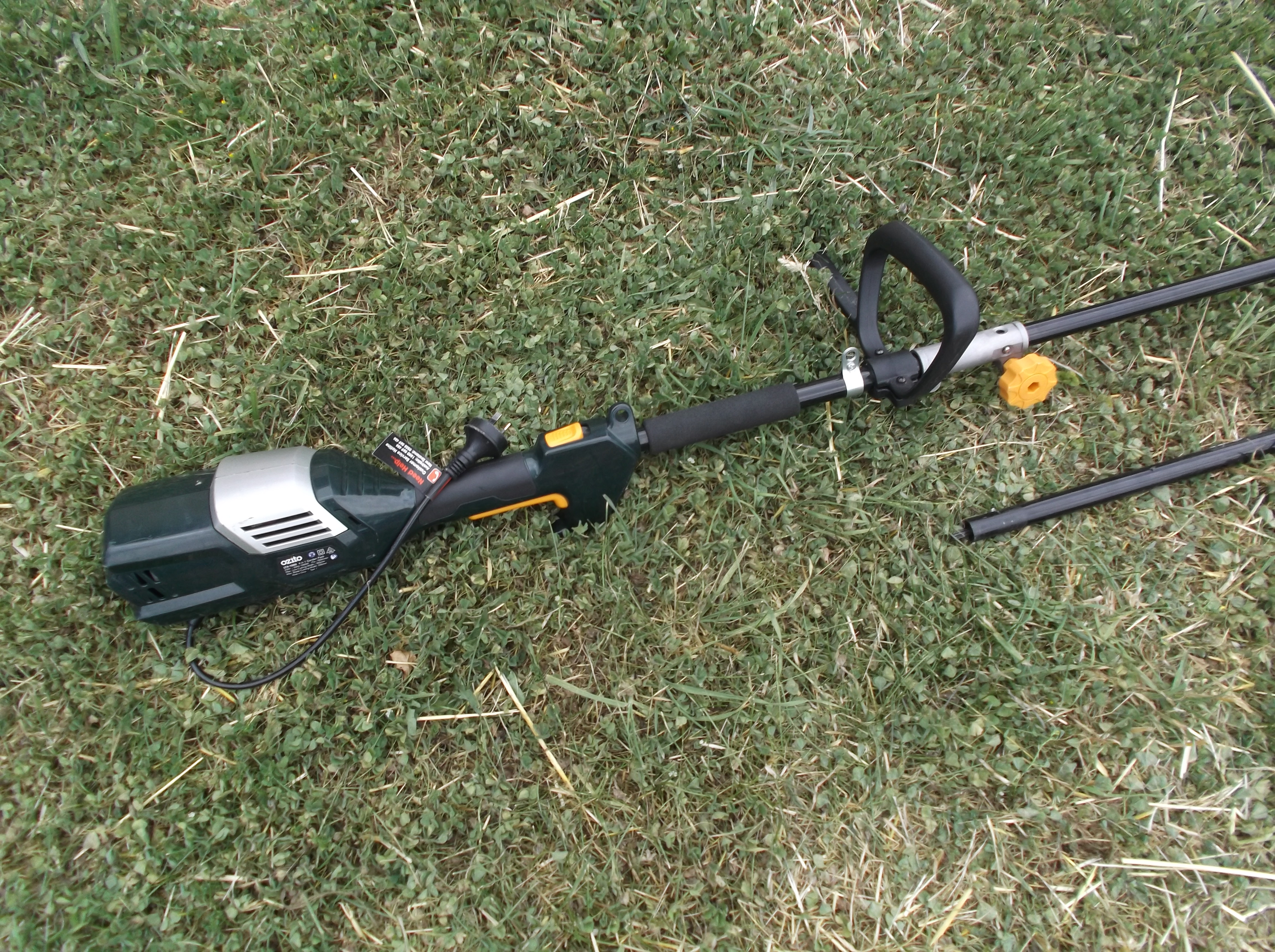
A unidade de potência de uma roçadora elétrica de 240 V

Uma roçadora ou roçadeira é uma máquina motorizada ou ferramenta agrícola usada para aparar ervas daninhas, arbustos e outras folhagens não acessíveis por um cortador de relva ou cortador rotativo. Várias lâminas ou cabeças de corte podem ser conectadas à máquina para aplicações específicas.
Consiste em:
- Uma unidade de energia mantida perto do corpo.
- Um pólo através do qual a energia é transmitida.
- Uma cabeça de corte rotativa na extremidade oposta do poste à unidade de potência.

## Modos de alimentação
Existem três tipos principais de modos de alimentação:
- Motores de gasolina, de dois ou quatro tempos, são usados nas unidades mais potentes.
- Motores elétricos conectados à rede elétrica por um cabo de alimentação.
- Motores elétricos sem fio alimentados por baterias recarregáveis.

## Eixo
- As unidades consumidoras básicas utilizam um eixo curvo, semelhante a um aparador de linha básico.
- Unidades mais profissionais usam um eixo reto com uma caixa de engrenagens na extremidade da cabeça de corte.
- As unidades top de linha utilizam um eixo reto "split" com um ponto de desconexão a meio caminho do eixo, permitindo que a cabeça de corte seja substituída por outros acessórios como podadoras, cultivadores, biseladoras e corta- sebes .

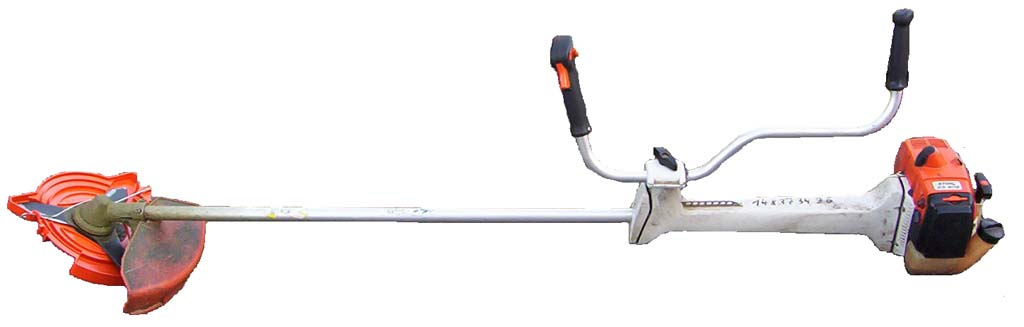
Roçadora, estilo guiador de bicicleta, pronta para transporte. Para usar, o guiador é girado e a proteção vermelha da lâmina removida

As alças variam em roçadoras dependendo do peso e tamanho da unidade. Serras maiores e mais potentes empregam alças de bicicleta (dois guidões em cada lado do eixo) e unidades menores usam uma alça em forma de D montada no eixo. Serras mais pesadas geralmente exigem arneses para segurança e redução da fadiga. O eixo em unidades que requerem um chicote tem várias ranhuras para o chicote prender para equilíbrio de toda a unidade.

## Cabeça de corte
As cabeças de corte incluem lâminas de serra circular (dente de cinzel ou dente de raspador), facas de escova, lâminas de grama, etc. A maioria das roçadoras também permite que outras cabeças sejam montadas, incluindo cabeças de alimentação por impacto e cabeças de linha fixa, como as usadas em aparadores de linha ou lâminas de serra modificadas, como uma lâmina de castor que se assemelha a uma motosserra . Os defletores são fixados no lado de corte da máquina para evitar ferimentos ao operador devido a detritos lançados pelo cabeçote de corte.
Mangulhos de plástico ou metal podem ser usados para cortar hastes muito grandes para uma cabeça de linha, mas que não exigem uma lâmina. Após um incidente no Reino Unido em que, quando um elo de corrente de metal lançado de um mangual de pós-venda matou um espectador, todas as cabeças de mangual agora são proibidas na UE.